# Tour de Flandes 1950
El Tour de Flandes 1950, la 34.ª edición de esta clásica ciclista belga. Se disputó el 2 de abril de 1950.
El ganador fue el italiano Fiorenzo Magni, que se impuso en solitario en la llegada a Wetteren. El belga Briek Schotte y el francés Louis Caput acabaron segundo y tercero respectivamente. 

## Clasificación General
| Posición | Ciclista              | Equipo             | Tiempo     |
| -------- | --------------------- | ------------------ | ---------- |
| 1        | Fiorenzo Magni        | Ganna              | 8h 15' 00" |
| 2        | Briek Schotte         | Alcyon-Dunlop      | + 2' 15"   |
| 3        | Louis Caput           | Olympia-Dunlop     | + 9' 20"   |
| 4        | Maurice Diot          | Mercier-Hutchinson | + 9' 20"   |
| 5        | André Maelbrancke     | Star Nord          | + 9' 20"   |
| 6        | Eugène van Roosbroeck | Alcyon-Dunlop      | + 9' 20"   |
| 7        | Valère Ollivier       | Bertin-Wolber      | + 12' 15"  |
| 8        | Roger Gyselinck       | Groene Leeuw       | + 12' 15"  |
| 9        | Basiel Wambeke        | Condor             | + 13' 15"  |
| 10       | César Marcelak        | Mercier-Hutchinson | + 15' 10"  |